# Chisa
Chisa (en idioma corso Chisà) es una comuna y población de Francia, en la región de Córcega, departamento de Alta Córcega.
Su población en el censo de 1999 era de 97 habitantes.

## Demografía
| 106 | 115 | 78 | 56 | 88 | 97 |
| Para los censos de 1962 a 1999 la población legal corresponde a la población sin duplicidades (Fuente: INSEE [Consultar]) |     |    |    |    |    |